# Prinses Juliana (Schiff, 1986)
Die Prinses Juliana war eine Doppelendfähre der niederländischen Reederei Provinciale Stoombootdiensten in Zeeland, die das Schiff im Fährverkehr auf der Schelde einsetzte.

## Geschichte
Die vom Bureau voor Scheepsbouw in Bloemendaal entworfene Fähre wurde unter der Baunummer 637 auf der Werft De Merwede gebaut. Die Baukosten beliefen sich auf 58,5 Mio. Gulden. Dies war für die Werft aber nicht kostendeckend, so dass sie durch den Bau der Fähre einen finanziellen Verlust erlitt.
Die Kiellegung erfolgte am 5. Dezember 1984, der Stapellauf am 5. September 1985, nachdem das Schiff zuvor getauft worden war. Taufpatin war die frühere Königin der Niederlande und Namenspatronin des Schiffes Juliana. Das Schiff wurde am 6. Januar 1986 abgeliefert und im März des Jahres auf der Strecke Vlissingen–Breskens in Dienst gestellt. Es war damit die erste Fähre mit zwei Fahrzeugdecks auf dieser Strecke.
Wegen verschiedener technischer Probleme wurde das Schiff Ende September 1986 von der Strecke abgezogen und in einer Werft repariert. Ab Anfang Februar 1987 wurde es wieder auf der Strecke zwischen Vlissingen und Breskens eingesetzt, wo es mit einer kurzen Unterbrechung von Ende September bis Anfang Dezember 1995 verkehrte (in dieser Zeit bediente die Fähre die Strecke Kruiningen–Perkpolder). Die Fähre wurde im Mai 1997 durch den Neubau Prins Johan Friso ersetzt und ersetzte ihrerseits die Prinses Christina auf der Strecke Kruiningen–Perkepolder. Hier wurde das Schiff bis zum 15. März 2003 zusammen mit der Prins Willem-Alexander eingesetzt. Anschließend fuhr es noch kurze Zeit für BBA Fast Ferries, die den Fährverkehr von Provinciale Stoombootdiensten in Zeeland auf der Strecke Vlissingen–Breskens übernommen hatte.

## Technische Daten und Ausstattung
Der Antrieb des Schiffes erfolgte dieselelektrisch durch zwei Holec-Elektromotoren mit je 4000 kW Leistung, die auf je einen Festpropeller an beiden Enden des Schiffes wirkten. Für die Stromerzeugung standen sechs Sechszylinder-Dieselmotoren von Stork-Wärtsilä mit jeweils 1765 kW Leistung zur Verfügung. Die Motoren waren auf jeweils 1440 kW gedrosselt. Sie trieben Holec-Generatoren mit 1500 kVA Scheinleistung an. Motoren und Generatoren waren redundant in zwei Maschinenräumen untergebracht. Weiterhin war ein Notgenerator mit 173 kVA Scheinleistung verbaut.
Das Schiff war das letzte der Reederei mit festen Propellern. Bei den nachfolgenden Fähren kamen Propellergondeln für den Antrieb zum Einsatz. Das Schiff war mit jeweils einem elektrisch angetriebenen Querstrahlruder mit 1100 kW Leistung an jedem Ende ausgestattet.
Die Fähre verfügte über zwei durchlaufende Fahrzeugdecks mit jeweils fünf Fahrspuren. Die Kapazität betrug 185 Pkw. Auf dem unteren Fahrzeugdeck konnten auch Lkw befördert werden. Das maximale Zuladegewicht betrug 465 t. Die Fahrzeugdecks waren verschlossen. An den Enden befanden sich jeweils nach oben öffnende Tore.
Die Passagierkapazität der Fähre betrug 1000 Personen. Die Einrichtungen für die Passagiere befanden sich auf dem Deck oberhalb des oberen Fahrzeugdecks. Hier standen zwei Salons mit zusammen 394 Sitzplätzen zur Verfügung. 176 weitere Sitzplätze standen auf dem Außendeck zur Verfügung.
Das Schiff war für 14 Besatzungsmitglieder eingerichtet. Aufenthaltsräume für die Schiffsbesatzung befanden sich auf dem Deck unter dem unteren Fahrzeugdeck.

## Verbleib des Schiffes
Ende März 2003 wurde die Fähre zusammen mit der Princess Christina und der Prince Willem-Alexander nach Italien verkauft. Die das untere Fahrzeugdeck verschließenden Tore wurden entfernt und an beiden Enden Rampen installiert. Die Fähre wurde bis Anfang 2006 als Amedeo Matacena unter der Flagge Portugals im Fährverkehr zwischen Reggio Calabria und Messina eingesetzt. Nachdem ein Verkauf der Fähre scheiterte, wurde sie in Messina aufgelegt. Ende 2022 wurde das Schiff in die Türkei verkauft und 2023 in Aliağa verschrottet.